# Adam Clark Vroman

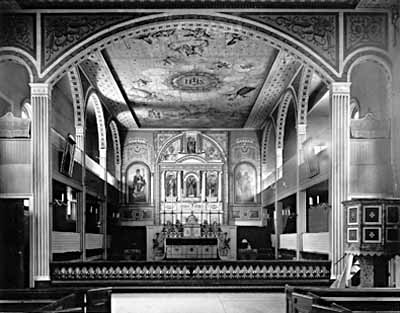
Adam Clark Vroman: Santa Clara de Asis, Kalifornie, circa 1897

Adam Clark Vroman (15. dubna 1856, La Salle, Illinois - 24. července 1916, Altadena, Kalifornie) byl americký portrétní fotograf, známý především portréty indiánů. Založil podnik Vroman's Bookstore - nejstarší a největší nezávislé knihkupectví v jižní Kalifornii.

## Život a dílo
Původně pracoval pro železnice na různých pozicích. V roce 1892 začal pořizovat krajinářské fotografie, posléze otevřel společně s J. S. Glassockem knihkupectví v Pasadeně. Od roku 1895 navštěvoval deset let vesnicke indiánů kmene Hopi, které portrétoval. Kromě toho fotografoval kmen Navajů. Posléze o indiánech také přednášel.
Na svých snímcích ukazoval rysy jejich tváří, ale také realistické obrazy jejich obydlí, aranžoval jednoduché žánrové scénky životních zvyků. V portrétu propojil dokumentární požadavky s kultivovaným ztvárněním.

## Vroman's Bookstore
Společnost Vroman's Bookstore založil Adam Clark Vroman v roce 1894. Jmenovala se tehdy Vroman’s Book and Photographic Supply a nacházela se na adrese 60 E. Colorado St in Pasadena v Kalifornii. Vroman byl vášnivým fotografem jihozápadní a indiánské kultury a jeho zájmem o fotografické vybavení začala dlouhotrvající tradice portfolia v jeho knihkupectví.

## Galerie

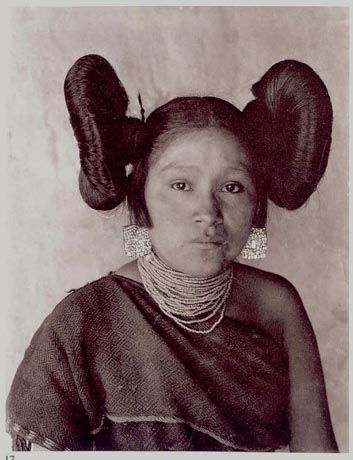
Indiánka kmene Hopi, cca 1886
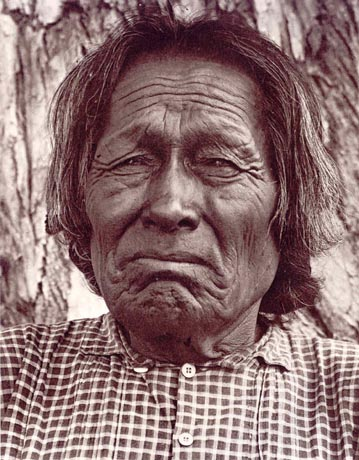
Starý indián
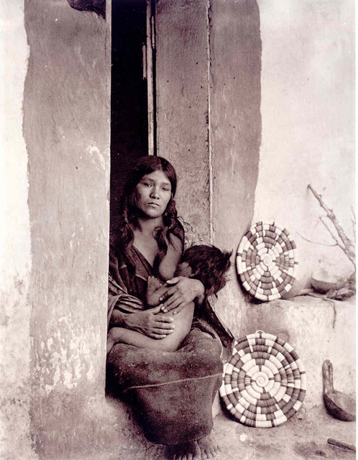
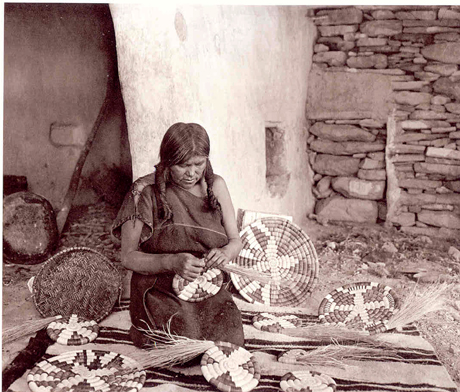
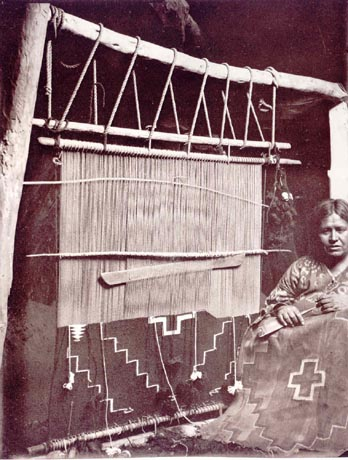
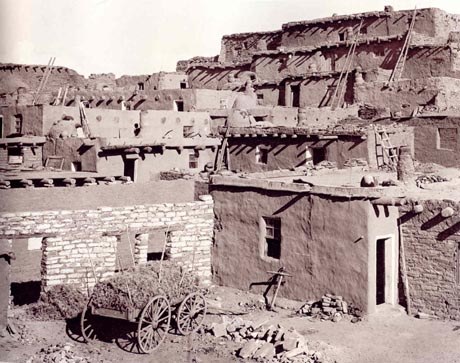
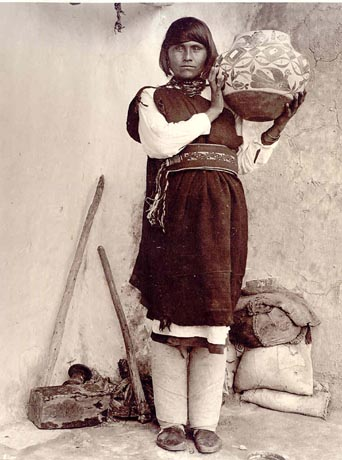
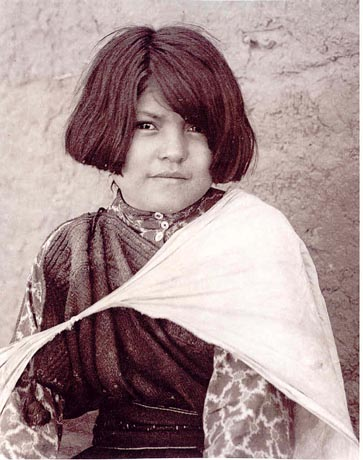